# Beetzseeheide
Beetzseeheide – gmina w Niemczech w kraju związkowym Brandenburgia, w powiecie Potsdam-Mittelmark, wchodzi w skład urzędu Beetzsee.